# ALLaNHiLLZ
ALLaNHiLLZ （アランヒルズ）は日本の双子音楽ユニット。兄の井出 匠（いで たくみ：ボーカル）と弟の井出 匡（いで ただし：ボーカル・ギター）から構成される二人組。
長野県佐久市出身。ユニット名は南極に落ちた隕石「アラン・ヒルズ84001」に由来する。合言葉の「双子で!天パで!!左利き!!!」のとおり、二人共生まれつきの天然パーマヘアで左利き。略称として「ALH」と表記する。野口五郎のプロデュースにより「あ☆ぅん」としてメジャー・デビューした経歴を持つ。株式会社RMC所属。

## 略歴
- 2004年11月17日、シングル『パーソン』でインディーズデビュー[2]。
- 2005年
  - 9月21日、ex.麻波25のMC PASSER（当時LOONIE、現キャラメルペッパーズ）をゲストラッパーに迎えた1st ミニアルバム『FLEXIBLE』をリリース[3]。CDジャーナルは高音で唄う二人のハーモニーが印象的であると紹介している[4]。
  - 10月13日、渋谷RUIDO K2にてゲストにMC PASSER、MC MASSUN（当時LOONIE、現キャラメルペッパーズのRYO)、サポートに倉田俊太郎を迎えて、初主催のイベントともなる「ALLaNHiLLZ presents レコ発ライブ-案外イイかもよ☆-」開催[5][6][7]。
  - 10月17日、信濃毎日新聞に初掲載される[8]。
- 2006年6月15日、主催イベント「ALLaNHiLLZ presents『SOUL→INPUT SOURCE』」を渋谷RUIDO K2にて開催[9]。二人の実弟でオペラ歌手である井出司と初対バン[10]。
- 2007年4月、未音源『神頼み』がUSEN440「インディーズカウントダウン」4月度15位にランクイン[11]。
- 2008年11月22日、渋谷eggmanにて初ワンマンライブ「Rolling Party」開催[12]。
- 2009年
  - 2月4日、野口五郎プロデュースによりスペシャル企画ユニット「あ☆ぅん」としてシングル『神頼み[13]』で日本クラウンからメジャー・デビュー[14][15]。ユニット名は左右の狛犬が示す「あ」「うん」の様子に由来する。前日に開催された湯島天満宮ヒット祈願イベントで野口は、公募5000通の中から選び出したと説明し「1万曲のデモテープの中から見つけた逸材!」、「彼らと出会って３年、作品の修正を何度も重ね、『神頼み』の詞は受験バージョンと告白バージョンの２つを作りました。２人の素晴らしさを理解していただければと思います」と太鼓判を押す発言をしている[16][17][18]。また野口は、前年度中あ☆ぅんのために11曲を作成したこと、その録音のためのベースギター演奏中に指を骨折もしたことも語り、熱の入れようをアピールしたという[19]。鷲宮神社で撮影された「神頼み」のMVには野口も「カミチャマ (神様) 役」で登場している[20]。
  - 5月28日、ALLaNHiLLZ×渋谷eggman共同企画イベント「HaLLELUJaH-ハレルヤ-vol.1」を開催。以後平均動員200人のイベントとして年数回のペースで継続開催中[21]。
- 2013年9月17日、テレビ朝日『musicる TV』の「もしかしたら売れるかもしれないメジャー・デビューしてないアーティストが見れる店」のコーナに取り上げられ、綾小路翔・前山田健一・AIからコメントを受ける[22]。
- 2014年12月19日、初のフルアルバム『GLIESE』を発売。タイトルは当時発見されたばかりの太陽系外惑星グリーゼ581cにちなむ[23]。
- 2015年
  - 1月23日、渋谷TSUTAYA O-WESTにてワンマンライブ「Rolling Party shared world-GLIESE-」を開催[24]。
  - 7月15日、双子のリズム隊、族音二重奏[25]とのカップリングツアー「音鳴同志（おとなりどうし）」開催[26]。以後毎年夏場に継続開催中。
  - 12月11日、開催された「HaLLELUJaH-ハレルヤ-vol.37 大忘年会」がHaLLELUJaH史上初のソールドアウトとなる。出演者は、アマオト・Swimy・月に吠える。・ALLaNHiLLZ、特別出演の井出司であった[27]。
- 2016年
  - 3月21日、匠・匡の誕生日でもあるこの日、吉祥寺チェインギャングにて初のファンミーティングとなる「福和家Presents：HaLLELUJaH RH-ALH Fan Meeting-」を開催[28]。
  - 8月10日、赤坂BLITZにてワンマンライブ「ALLaNHiLLZ ONE MAN SHOW『Rolling Party 2016 IN BLITZ』」を開催[29]。
- 2017年
  - 1月13日、信濃毎日新聞に特集記事が掲載された[30]。
  - 4月21日、SOONERS[31]＆ALLaNHiLLZ feat.三浦剛のカップリングツアー「MUSIC CIRCLE vol.1」開催。2019年12月21日以後は「Music Sign BAND」として開催地域を広めつつ継続開催中[32][33]。
  - 11月19日、青山RiZMにてワンマンライブ、ALLaNHiLLZ ONE MAN SHOW「PLAIN PLANET」を開催[34]。
- 2018年
  - 7月、音鳴同志ツアーの活動にDJ MASTER tomoyaを迎えてソーセージBOYSを結成[35]。
  - 10月6日、新宿ReNYにてワンマンライブ、ALLaNHiLLZ ONE MAN SHOW「NEXT EXIT」を開催[36]。
- 2019年
  - 5月28日、渋谷eggmanにて「HaLLELUJaH-ハレルヤ-vol.47 10th Anniversary Special!!!」を、同名イベントの丸々10周年を祝って開催[37]。
  - 6月11日、ライブ動画配信サービス「Rakuten LIVE」公式ライバーに就任し初配信。
  - 6月16日、佐久平交流センターにて弟の井出司との２マンコンサート、「音援隊×井出兄弟 Presents ALLaNHiLLZ×井出司 Special 2MAN 【兄弟喧嘩 -はじまりの街篇-】」を開催[38][39]。後援には佐久市、佐久市教育委員会が名を連ねている[40]。
- 2022年
  - 7月1日、渋谷eggmanにて「HaLLELUJaH-ハレルヤ-vol.50」開催[41]。
  - 11月6日、新宿ReNYにて結成20周年記念ライブ「ALLaNHiLLZ 20th. ANNIVERSARY ONE-MAN LIVE【UnBreakable TRACKS】」開催[42]。
- 2024年
  - 1月27日、竹内幸太とのコラボーレーションユニットである1chibanboshi（ｲﾁﾊﾞﾝﾎﾞｼ）として「翼をひろげて」を配信。
- 2025年
  - 4月7日、所属事務所を発表。

## 人物

### 共通事項
故郷である佐久市との結びつきが深い。2007年1月の佐久市成人式での歌唱のほか、佐久市PRイベント・佐久バルーンフェスティバル・佐久市立国保浅間総合病院などの佐久市主催・後援のイベントに多く出演し、佐久市公式動画「Trigger」の主題歌も手がけた。佐久市内・近郊で開かれる各種団体主催・後援のイベントへの参加も多い。
佐久市を中心に、高校生の音楽活動を支援している。 
- 2012年11月4日、佐久市コスモホールで開催された佐久市文化事業団主催のハイスクールフェスティバルにゲスト出演し、佐久ケーブルテレビでライブの様子が放送された。
- 2017年3月に佐久情報センターで行われた「卒業・旅立ち」をテーマにした2時間半のライブに参加した様子は、当日fmさくだいらによって生放送され、後日佐久ケーブルテレビによって2回放送された[61]。
- 2018年～2020年2月、小諸ライオンズクラブ主催により小諸市市民交流センターステラホールで行われた、小諸市周辺の高校生の軽音楽部の登竜門的イベントである青少年育成アクティビティ「吠えろ! 若獅子 High school 軽音祭 in こもろ」に、特別審査員兼ゲストアーティストとして参加した (2018年第3回[62]、2019年第4回[63]、2020年第5回[64])。
- 2020年8月27日、長野県立野沢南高校の芸術鑑賞会「ようこそ先輩」に出演した。コロナ禍のため、東京のスタジオからリモートでの出演となった。
- 2022年6月11日、札幌で開催された第31回YOSAKOIソーラン祭りに出場した市立船橋高校吹奏楽部THEヨサコイチームの演舞楽曲に、井出匠が音楽MIX、井出匡がギター演奏で参加した。同チームはこの大会で一次審査員賞を受賞し、6月12日の一次審査員賞演舞会でも演舞を行った。
- 2023年5月4日、佐久市の市民交流ひろばで開催された「高校生企画 第6回 Sakuフェス！」に出演した。オリジナル曲歌唱の他に、出場した高校生とのセッション演奏も行われた。

2016年1月東御市に後輩が開店したラーメン店「博多長浜ラーメン 晴家 (はれるや)」の店名は、曲名にもイベント名にもなっている「HaLLELUJaH (はれるや)」から付けられた。同店は同年11月に小諸市に「粋麺亭 晴家」として移転した際、店内にALLaNHiLLZの自画像と「HaLLELUJaH」の歌詞をデザインした絵画を展示し、2017年8月に店名を「らーめん専門店 繁心」、2018年11月に「麺賊 夢我夢中本店」と改めてからもこの展示を続けている。
ライブの演出にダンサーを組み込むことがある。ダンサーチームの中心となるのは、松木里功と掛札拓郎のダンスユニット「 R→io←T」(ライオット)である。掛札は2012年、ALLaNHiLLZから「お前らはバックダンサーじゃなくて、バンドメンバーでありチームなんだぞ」という言葉をかけられ甚く喜び、ブログに書き残している。
ライブ中に即興演奏を行うことがある。2015年2月に静岡県の LIVING ROOM というバーで開かれたワンマンライブのリハーサルと本番で行った即興演奏から生まれた楽曲がCDシングルの「LIVING ROOM」である。
環境省が参画する「熱中症予防声かけプロジェクト実行委員会」による「熱中症予防声かけプロジェクト」に賛同しており、夏場の熱中症による死亡者ゼロ実現のためのメッセージを発している。
匠、匡、共に歯科技工士免許を取得している。

### 井出 匠
- 初めての作詞は14歳の「No Limit Memories」である[76]。
- 2016年４月9日、人生初のソロライブを行った。このイベントはくじ引きで次の演奏者を決めるスタイルであり、いつ出番が回ってくるか不明であるという事態に非常に緊張したとブログに書いている[77]。

- 一時期株式会社masterstrokeの社員であった[78]。

### 井出 匡
- ALLaNHiLLZのミュージックシークエンスなどを手がける倉田俊太郎と音楽ユニット「cobalt garden」を展開中[79]。
- ソロライブを行う場合、「井出 匡 (from ALLaNHiLLZ)」の他に「ツキイチタダシ」「アリガタシタダシ」を名乗ることもある[80]。

## ディスコグラフィ

### シングル

#### CDシングル
|     | タイトル                                      | 収録曲                                        | 作詞作曲                                                                           | 参加アーティスト |
| --- | --------------------------------------------- | --------------------------------------------- | ---------------------------------------------------------------------------------- | --- |
| 1st | 発売日:2004年11月17日                         | 発売日:2004年11月17日                         | 発売日:2004年11月17日                                                              | 発売日:2004年11月17日 |
| 1st | パーソン                                      | パーソン                                      |                                                                                    | |
| 1st | パーソン                                      | ダストアレルギー                              |                                                                                    | |
| 1st | パーソン                                      | 今、君を想う                                  |                                                                                    | |
| 1st | 規格品番:APCS1006 レーベル:DESERT AIR RECORDS | 規格品番:APCS1006 レーベル:DESERT AIR RECORDS | 備考                                                                               | 備考 |
| 2nd | 発売日:2016年２月13日                         | 発売日:2016年２月13日                         | 発売日:2016年２月13日                                                              | 発売日:2016年２月13日 |
| 2nd | LIVING ROOM                                   | LIVING ROOM                                   | 作詞：井出匠・井出匡 作曲：井出匠・井出匡 編曲：ALLaNHiLLZ                         | ボーカル：井出匠 、ボーカル・アコースティック・ギター：井出匡 ドラムス：大塚雄士、ベース：井嶋啓介、エレクトリック・ギター：芳賀義彦、キーボード：アサヒ  |
| 2nd | LIVING ROOM                                   | 優しさ優れて                                  | 作詞：井出匠・井出匡 作曲：井出匠・井出匡 編曲：ALLaNHiLLZ                         | ボーカル：井出匠 、ボーカル・アコースティック・ギター：井出匡 ドラムス：大塚雄士、ベース：井嶋啓介、エレクトリック・ギター：芳賀義彦、キーボード：アサヒ  |
| 2nd | LIVING ROOM                                   | wait wait wait! (weight Ver.)                 | 作詞：井出匠・井出匡 作曲：井出匠・井出匡・倉田俊太郎 編曲：ALLaNHiLLZ・倉田俊太郎 | ボーカル：井出匠・井出匡、ミュージックシーケンサー：倉田俊太郎                                                                                            |
| 2nd | 規格品番:ALHZ0002 レーベル:aflo stock Records | 規格品番:ALHZ0002 レーベル:aflo stock Records | 備考                                                                               | 備考 |
| 3rd | 発売日:2018年10月6日                          | 発売日:2018年10月6日                          | 発売日:2018年10月6日                                                               | 発売日:2018年10月6日 |
| 3rd | NEXT EXIT                                     | NEXT EXIT                                     | 作詞：井出匠 作曲：井出匡 編曲：ALLaNHiLLZ                                         | ボーカル：井出匠 、ボーカル・アコースティック・ギター：井出匡 ドラムス：大塚雄士、 ベース：井嶋啓介、エレクトリック・ギター：芳賀義彦、キーボード：アサヒ |
| 3rd | NEXT EXIT                                     | 曖昧毎回相対する会いたい                      | 作詞：井出匠 作曲：井出匡 編曲：ALLaNHiLLZ                                         | ボーカル：井出匠 、ボーカル・アコースティック・ギター：井出匡 ドラムス：大塚雄士、 ベース：井嶋啓介、エレクトリック・ギター：芳賀義彦、キーボード：アサヒ |
| 3rd | NEXT EXIT                                     | IRIS                                          | 作詞：井出匠 作曲：井出匡 編曲：ALLaNHiLLZ                                         | ボーカル：井出匠 、ボーカル・アコースティック・ギター：井出匡 ドラムス：大塚雄士、 ベース：井嶋啓介、エレクトリック・ギター：芳賀義彦、キーボード：アサヒ |
| 3rd | レーベル:aflo stock Records                   | レーベル:aflo stock Records                   | 備考                                                                               | 備考 |

#### デジタルシングル
|      | タイトル                                                         | 収録曲                                        | 作詞作曲                                  | 参加アーティスト |
| ---- | ---------------------------------------------------------------- | --------------------------------------------- | ----------------------------------------- | --- |
| 1st. | 配信日：2012年10月10日                                           | 配信日：2012年10月10日                        | 配信日：2012年10月10日                    | 配信日：2012年10月10日 |
| 1st. | WM                                                               | WHICH DOCCHI                                  | 作詞：井出匠 作曲：井出匡                 | |
| 1st. | WM                                                               | supernova                                     | 作詞：井出匠 作曲：井出匡                 | |
| 1st. | WM                                                               | Thank you, I love you                         |                                           | |
| 1st. | WM                                                               | Day by Day, Step by Step, One by One (Re:mix) | 作詞・作曲：ALLaNHiLLZ                    | |
| 1st. | WM                                                               | My Way/My Answer                              | 作詞：井出匠 作曲：井出匡                 | |
| 1st. | レーベル：aflo stock Records                                     | 備考                                          | 備考                                      | 備考 |
| 2nd  | 配信日：2014年12月3日                                            | 配信日：2014年12月3日                         | 配信日：2014年12月3日                     | 配信日：2014年12月3日 |
| 2nd  | MY WAY MY ANSWER                                                 | My Way/My Answer                              | 作詞：井出匠 作曲：井出匡                 | |
| 2nd  | 規格品番：MSPL-0002 レーベル：masterstroke pink label            | 備考                                          | 備考                                      | 備考 |
| 3rd  | 配信日：2017年12月27日                                           | 配信日：2017年12月27日                        | 配信日：2017年12月27日                    | 配信日：2017年12月27日 |
| 3rd  | Trigger / アカツキ                                               | Trigger                                       | 作詞・作曲：井出匠・井出匡 編曲：高木智哉 | |
| 3rd  | Trigger / アカツキ                                               | アカツキ                                      | 作詞作曲：井出匠・井出匡 編曲：大西由峰   | |
| 3rd  | 規格品番：MSPL-0011・MSPL-0012 レーベル：masterstroke pink label | 備考                                          | 備考                                      | 備考 |
| 4th  | 配信日：2020年10月17日                                           | 配信日：2020年10月17日                        | 配信日：2020年10月17日                    | 配信日：2020年10月17日 |
| 4th  | Riff-Gain                                                        | Riff-Gain                                     | 作詞：井出匠 作曲：井出匡                 | ボーカル：井出匠 、ボーカル・アコースティック・ギター：井出匡 ドラムス：林久悦 ベース：林由恭 ギター：オバタコウジ ピアノ：アサヒ   |
| 4th  | レーベル：AFLOSTOCK RECORDS                                      | 備考                                          | 備考                                      | 備考 |
| 5th  | 配信日：2022年4月23日                                            | 配信日：2022年4月23日                         | 配信日：2022年4月23日                     | 配信日：2022年4月23日 |
| 5th  | MAHOROBA                                                         | MAHOROBA (ALH×森泉洋一 Ver.)                  | 作詞・作曲：ALLaNHiLLZ                    | ボーカル：井出匠 、ボーカル・アコースティックギター：井出匡 ゲストボーカル： 森泉洋一 プログラミング・ドラム・ベース：大塚雄士      |
| 5th  | レーベル：AFLOSTOCK RECORDS                                      | 備考                                          | 備考                                      | 備考 |
| 6th  | 配信日：2024年7月29日                                            | 配信日：2024年7月29日                         | 配信日：2024年7月29日                     | 配信日：2024年7月29日 |
| 6th  | ありがとう ありったけ                                            | ありがとう ありったけ                         | 作詞・作曲：井出歩希、ALLaNHiLLZ          | ボーカル：井出匠 、ボーカル・アコースティック・ギター：井出匡 ドラムス：森盛滋 ベース：甲斐公浩 ギター：芳賀義彦 キーボード：荒井旭 |
| 6th  | レーベル：AFLOSTOCK RECORDS                                      | 備考                                          | 備考                                      | 備考 |

### アルバム

#### フルアルバム
|     | タイトル                                                       | 収録曲                                                         | 作詞作曲 | 参加アーティスト |
| --- | -------------------------------------------------------------- | -------------------------------------------------------------- | --- | --- |
| 1st | リリース日：2014年12月19日                                     | リリース日：2014年12月19日                                     | リリース日：2014年12月19日 | リリース日：2014年12月19日 |
| 1st | GLIESE                                                         | GLIESE-intro-                                                  | 作曲：倉田俊太郎/井出匡 編曲：cobalt garden | ミュージックシーケンサー：倉田俊太郎 |
| 1st | GLIESE                                                         | 一体全体ドウシタ脳内                                           | 作詞：井出匠 作曲：井出匡 編曲：ALLaNHiLLZ | ボーカル： 井出匠、アコースティック・ギター・コーラス：井出匡 ドラムス：大塚雄士、ベース：井嶋啓介、エレクトリック・ギター 本田耕 |
| 1st | GLIESE                                                         | My Way/My Answer (GLIESE Ver.)                                 | 作詞：井出匠 作曲：井出匡 編曲：ALLaNHiLLZ | ボーカル： 井出匠、アコースティック・ギター・コーラス：井出匡 ドラムス：林久悦、ベース：林由恭、エレクトリック・ギター：オバタコウジ、ピアノ：アサヒ |
| 1st | GLIESE                                                         | Again&Gain                                                     | 作詞：井出匠 作曲：井出匡 編曲：ALLaNHiLLZ | ボーカル：井出匠・井出匡 ドラムス：林久悦、ベース：林由恭、エレクトリック・ギター：オバタコウジ、パーカッション：大塚雄士、ミュージックシーケンサー：倉田俊太郎 |
| 1st | GLIESE                                                         | トワイライト                                                   | 作詞：井出匠 作曲：井出匡 編曲：ALLaNHiLLZ | ボーカル： 井出匠、アコースティック・ギター・コーラス：井出匡 ドラムス：林久悦、ベース：林由恭、エレクトリック・ギター：オバタコウジ、パーカッション：大塚雄士、ピアノ：アサヒ |
| 1st | GLIESE                                                         | アンブレラスクランブル                                         | 作詞：井出匠 作曲：井出匡 編曲：ALLaNHiLLZ | ボーカル： 井出匠、アコースティック・ギター・コーラス：井出匡 ドラムス：大塚雄士、ベース：井嶋啓介、エレクトリック・ギター 本田耕、ピアノ：アサヒ、テノール：井出司 |
| 1st | GLIESE                                                         | FLOW DRIVE                                                     | 作詞：井出匠 作曲：井出匡 編曲：ALLaNHiLLZ | ボーカル・パーカッション：井出匠、アコースティック・ギター・コーラス：井出匡 ドラムス：大塚雄士、ベース：井嶋啓介、エレクトリック・ギター：本田耕 |
| 1st | GLIESE                                                         | native active                                                  | 作詞：井出匠 作曲：井出匡 編曲：ALLaNHiLLZ | ボーカル： 井出匠、アコースティックギター・コーラス：井出匡 ドラムス：林久悦、ベース：林由恭、エレクトリック・ギター：オバタコウジ、ピアノ：アサヒ |
| 1st | GLIESE                                                         | Stair Way                                                      | 作詞：井出匠 作曲：井出匡 編曲：ALLaNHiLLZ | ボーカル： 井出匠、アコースティックギター・コーラス：井出匡 ドラムス：林久悦、ベース：林由恭、エレクトリックギター・カントリーギター：オバタコウジ ミュージックシーケンサー：倉田俊太郎 |
| 1st | GLIESE                                                         | おぼろ月                                                       | 作詞：井出匠 作曲：井出匡 編曲：ALLaNHiLLZ | ボーカル： 井出匠、アコースティック・ギター・コーラス：井出匡 ドラムス：林久悦、ベース：林由恭、エレクトリック・ギター：オバタコウジ、パーカッション：大塚雄士、テノール：井出司 |
| 1st | GLIESE                                                         | はじまりの街                                                   | 作詞：井出匠 作曲：井出匡 編曲：ALLaNHiLLZ | ボーカル： 井出匠、アコースティック・ギター・コーラス：井出匡 ドラムス：林久悦、ベース：林由恭、エレクトリック・ギター：オバタコウジ、ピアノ：アサヒ |
| 1st | GLIESE                                                         | つよくやさしく                                                 | 作詞：井出匠 作曲：井出匡 編曲：ALLaNHiLLZ | ボーカル： 井出匠、アコースティック・ギター・コーラス：井出匡 ドラムス：大塚雄士、ベース：井嶋啓介、エレクトリック・ギター：本田耕、ピアノ：アサヒ |
| 1st | GLIESE                                                         | supernova (GLIESE Ver.)                                        | 作詞：井出匠 作曲：井出匡 編曲：ALLaNHiLLZ | ボーカル： 井出匠、アコースティック・ギター・コーラス：井出匡 ドラムス：林久悦、ベース：林由恭、エレクトリック・ギター：オバタコウジ、ミュージックシーケンサー：倉田俊太郎：倉田俊太郎、パーカッション：大塚雄士                                                                                          |
| 1st | GLIESE                                                         | KEPLER-outro-                                                  | 作曲：倉田俊太郎/井出匡/井出匠 編曲：cobalt garden | ミュージックシーケンサー：倉田俊太郎、エレクトリック・ギター：井出匡 |
| 1st | レーベル：aflo stock Records                                   | レーベル：aflo stock Records                                   | 備考：DVD付・My Way/My Answer Music Video ・Making of My Way/My Answer | 備考：DVD付・My Way/My Answer Music Video ・Making of My Way/My Answer |
| 2nd | リリース日：2016年6月15日                                      | リリース日：2016年6月15日                                      | リリース日：2016年6月15日 | リリース日：2016年6月15日 |
| 2nd | CoCoRo                                                         | ココロココカラ                                                 | 作詞・作曲・編曲：ALLaNHiLLZ | ボーカル： 井出匠、ボーカル・アコースティック・ギター：井出匡 ドラムス・パーカッション：大塚雄士、ベース：井嶋啓介、エレクトリック・ギター：芳賀義彦、 ピアノ・キーボード：アサヒ、ミュージックシーケンサー：倉田俊太郎                                                                                   |
| 2nd | CoCoRo                                                         | TSUBASA                                                        | 作詞・作曲：鈴木圭一 (SOONERS) 編曲：ALLaNHiLLZ | ボーカル： 井出匠、ボーカル・アコースティック・ギター：井出匡 ドラムス・パーカッション：大塚雄士、ベース：井嶋啓介、エレクトリック・ギター：芳賀義彦、 ピアノ・キーボード：アサヒ |
| 2nd | CoCoRo                                                         | LIVING ROOM                                                    | 作詞・作曲・編曲：ALLaNHiLLZ | ボーカル： 井出匠、ボーカル・アコースティック・ギター：井出匡 ドラムス・パーカッション：大塚雄士、ベース：井嶋啓介、エレクトリック・ギター：芳賀義彦、 ピアノ・キーボード：アサヒ |
| 2nd | CoCoRo                                                         | 心も抱きしめられたなら                                         | 作詞・作曲：井出匡 編曲：ALLaNHiLLZ | ボーカル： 井出匠、ボーカル・アコースティック・ギター：井出匡 ドラムス・パーカッション：大塚雄士、ベース：井嶋啓介、エレクトリック・ギター：芳賀義彦、 ピアノ・キーボード：アサヒ |
| 2nd | CoCoRo                                                         | Grief                                                          | 作詞：井出匠 作曲：倉田俊太郎 編曲：ALLaNHiLLZ/倉田俊太郎 | ミュージックシーケンサー：倉田俊太郎 |
| 2nd | CoCoRo                                                         | 裏のウラはオモテか否か                                         | 作詞：井出匠 作曲：井出匡 編曲：ALLaNHiLLZ | ボーカル： 井出匠、ボーカル・アコースティック・ギター：井出匡 ドラムス・パーカッション：大塚雄士、ベース：井嶋啓介、エレクトリック・ギター：芳賀義彦、 ピアノ・キーボード：アサヒ |
| 2nd | CoCoRo                                                         | DOOR                                                           | 作詞：井出匠 作曲：井出匡 編曲：ALLaNHiLLZ | ボーカル： 井出匠、ボーカル・アコースティック・ギター：井出匡 ドラムス・パーカッション：大塚雄士、ベース：井嶋啓介、エレクトリック・ギター：芳賀義彦、 ピアノ・キーボード：アサヒ |
| 2nd | CoCoRo                                                         | Happy Go Lucky                                                 | 作詞：井出匠 作曲：井出匡 編曲：ALLaNHiLLZ | ボーカル： 井出匠、ボーカル・アコースティック・ギター：井出匡 ドラムス・パーカッション：大塚雄士、ベース：井嶋啓介、エレクトリック・ギター：芳賀義彦、 ピアノ・キーボード：アサヒ |
| 2nd | CoCoRo                                                         | E-OH E.E.E.OH                                                  | 作詞：井出匠 作曲：井出匡 編曲：ALLaNHiLLZ | ボーカル： 井出匠、ボーカル・アコースティック・ギター：井出匡 ドラムス・パーカッション：大塚雄士、ベース：井嶋啓介、エレクトリック・ギター：芳賀義彦、 ピアノ・キーボード：アサヒ |
| 2nd | CoCoRo                                                         | 優しさ優れて                                                   | 作詞・編曲：ALLaNHiLLZ 作曲：井出匡 | ボーカル： 井出匠、ボーカル・アコースティック・ギター：井出匡 ドラムス・パーカッション：大塚雄士、ベース：井嶋啓介、エレクトリック・ギター：芳賀義彦、 ピアノ・キーボード：アサヒ |
| 2nd | 規格品番：MSPL-0006 レーベル：masterstroke・aflo stock Records | 規格品番：MSPL-0006 レーベル：masterstroke・aflo stock Records | 備考 - 2016年6月14日、タワーレコード渋谷店4階において発売記念イベント『ALLaNHiLLZ「CoCoRo」リリースパーティin タワレコ』が開催された。 - 声変りした匡をメインボーカルに起用 - タワーレコード 渋谷 アルバム 総合31位 (2016/6/13) - タワーレコード ジャパニーズロック&ポップス インディーズ10位 (2016/6/13) | 備考 - 2016年6月14日、タワーレコード渋谷店4階において発売記念イベント『ALLaNHiLLZ「CoCoRo」リリースパーティin タワレコ』が開催された。 - 声変りした匡をメインボーカルに起用 - タワーレコード 渋谷 アルバム 総合31位 (2016/6/13) - タワーレコード ジャパニーズロック&ポップス インディーズ10位 (2016/6/13) |

#### ミニアルバム
|     | タイトル                                        | 収録曲                                          | 作詞作曲                                                     | 参加アーティスト |
| --- | ----------------------------------------------- | ----------------------------------------------- | ------------------------------------------------------------ | --- |
| 1st | リリース日：2005年9月21日                       | リリース日：2005年9月21日                       | リリース日：2005年9月21日                                    | リリース日：2005年9月21日 |
| 1st | FLEXIBLE                                        | 声                                              |                                                              | |
| 1st | FLEXIBLE                                        | 何時何処で何時何分何秒                          |                                                              | |
| 1st | FLEXIBLE                                        | 連想ゲーム                                      |                                                              | |
| 1st | FLEXIBLE                                        | ReNew                                           |                                                              | |
| 1st | FLEXIBLE                                        | キャンパス                                      |                                                              | |
| 1st | 規格品番：APCA1008 レーベル：DESERT AIR RECORDS | 備考                                            | 備考                                                         | 備考 |
| 2nd | リリース日：2009年12月16日                      | リリース日：2009年12月16日                      | リリース日：2009年12月16日                                   | リリース日：2009年12月16日 |
| 2nd | Re:VIBE                                         | バイバイまたね                                  | 作詞・作曲・編曲：ALLaNHiLLZ                                 | ボーカル：井出匠、ボーカル・アコースティック・ギター・コーラス：井出匡 ドラムス：小林和弘、ベース：塩崎喬浩、ギター：オバタコウジ、ミュージックシーケンサー・ピアノ：倉田俊太郎                                                                           |
| 2nd | Re:VIBE                                         | Day by Day,Step by Step, One by One             | 作詞・作曲・編曲：ALLaNHiLLZ                                 | ボーカル：井出匠、ボーカル・アコースティック・ギター・コーラス：井出匡 ドラムス・パーカッション：小林和弘、ベース：塩崎喬浩、ギター：オバタコウジ、ミュージックシーケンサー：倉田俊太郎                                                                   |
| 2nd | Re:VIBE                                         | FLY-HIGH                                        | 作詞・作曲・編曲：ALLaNHiLLZ                                 | ボーカル：井出匠、ボーカル・アコースティック・ギター・コーラス：井出匡 ドラムス：林久悦、ベース：林由恭、ギター：オバタコウジ、ミュージックシーケンサー・ピアノ：倉田俊太郎                                                                               |
| 2nd | Re:VIBE                                         | 夜                                              | 作詞・作曲・編曲：ALLaNHiLLZ                                 | ボーカル：井出匠、ボーカル・アコースティック・ギター・コーラス：井出匡 ドラムス：林久悦、ベース：林由恭、ギター：オバタコウジ、パーカッション：小林和弘                                                                                                   |
| 2nd | Re:VIBE                                         | Everyday Everynight                             | 作詞・作曲・編曲：ALLaNHiLLZ                                 | ボーカル：井出匠、ボーカル・アコースティック・ギター・コーラス：井出匡 ドラムス：林久悦、ベース：林由恭、ギター：オバタコウジ、パーカッション：小林和弘                                                                                                   |
| 2nd | Re:VIBE                                         | 奇跡の軌跡                                      | 作詞・作曲・編曲：ALLaNHiLLZ                                 | ボーカル：井出匠、ボーカル・アコースティック・ギター・コーラス：井出匡 ドラムス：林久悦、ベースギター：林由恭、ギター：オバタコウジ、ミュージックシーケンサー・ピアノ：倉田俊太郎                                                                         |
| 2nd | Re:VIBE                                         | Rolling Party                                   | 作詞・作曲・編曲：ALLaNHiLLZ                                 | ボーカル：井出匠、ボーカル・アコースティックギター・コーラス：井出匡 ドラムス：林久悦、ベース：林由恭、ギター：オバタコウジ、パーカッション：小林和弘、ミュージックシーケンサー・ピアノ：倉田俊太郎                                                       |
| 2nd | 規格品番：DPEL-1005 レーベル：dawn-party works  | 備考                                            | 備考                                                         | 備考 |
| 3rd | リリース日：2012年12月14日                      | リリース日：2012年12月14日                      | リリース日：2012年12月14日                                   | リリース日：2012年12月14日 |
| 3rd | COMP LAMP                                       | Dead or Alive                                   | 作詞・作曲：ALLaNHiLLZ                                       | ボーカル：井出匠 、ボーカル・アコースティック・ギター：井出匡 ボイスパーカッション：ハヤシヨシノリ、ベース：塩崎喬浩 |
| 3rd | COMP LAMP                                       | 終電MOON                                        | 作詞・作曲：ALLaNHiLLZ                                       | ボーカル：井出匠 、ボーカル・アコースティック・ギター：井出匡 ボイスパーカッション：ハヤシヨシノリ、ベース：那須研二、ギター：那須寛史 |
| 3rd | COMP LAMP                                       | パーフェクトソング                              | 作詞・作曲：ALLaNHiLLZ                                       | ボーカル：井出匠 、ボーカル・アコースティック・ギター：井出匡 ボイスパーカッション：ハヤシヨシノリ、ベース：塩崎喬浩、ギター：那須寛史 |
| 3rd | COMP LAMP                                       | うそにむきあうひ                                | 作詞・作曲：ALLaNHiLLZ                                       | ボーカル：井出匠 、ボーカル・アコースティック・ギター：井出匡 ボイスパーカッション：ハヤシヨシノリ、ベース：那須研二、ギター：那須寛史 |
| 3rd | COMP LAMP                                       | あなたへかなたへ                                | 作詞・作曲：ALLaNHiLLZ                                       | ボーカル：井出匠 、ボーカル・アコースティック・ギター：井出匡 ボイスパーカッション：ハヤシヨシノリ、ベース：那須研二、ギター：那須寛史 |
| 3rd | COMP LAMP                                       | イツドコデナンジナンプンナンビョウ              | 作詞・作曲：ALLaNHiLLZ                                       | ボーカル：井出匠 、ボーカル・アコースティック・ギター：井出匡 ボイスパーカッション：ハヤシヨシノリ、ベース：塩崎喬浩 |
| 3rd | COMP LAMP                                       | あかさたなはやまら和音                          | 作詞・作曲：ALLaNHiLLZ                                       | ボーカル：井出匠 、ボーカル・アコースティック・ギター：井出匡 ボイスパーカッション：ハヤシヨシノリ、ベース：那須研二 |
| 3rd | 規格品番： レーベル：aflo stock Records         |                                                 |                                                              | |
| 4th | リリース日：2015年1月23日 配信日：2020年4月12日 | リリース日：2015年1月23日 配信日：2020年4月12日 | リリース日：2015年1月23日 配信日：2020年4月12日              | リリース日：2015年1月23日 配信日：2020年4月12日 |
| 4th | WHICH DOCCHI -shared songs-                     | WHICH DOCCHI (Answer Ver.)                      | 作詞：井出匠 作曲：井出匡 編曲：ALLaNHiLLZ                   | ボーカル：井出匠 、ボーカル・アコースティック・ギター・コーラス：井出匡 ドラムス：林久悦、ベース：林由恭、エレクトリック・ギター：オバタコウジ、ピアノ・キーボード：アサヒ                                                                                |
| 4th | WHICH DOCCHI -shared songs-                     | HaLLELUJaH                                      | 作詞：井出匠 作曲：井出匡 編曲：ALLaNHiLLZ                   | ボーカル：井出匠 、ボーカル・アコースティック・ギター・コーラス：井出匡 ドラムス：林久悦、ベース：林由恭、エレクトリック・ギター：オバタコウジ・芳賀義彦 、ピアノ：アサヒ                                                                                 |
| 4th | WHICH DOCCHI -shared songs-                     | MUSIC CIRCLE                                    | 作詞：鈴木圭一・井出匠 曲：鈴木圭一・井出匡 編曲：ALLaNHiLLZ | ボーカル：井出匠 、ボーカル・アコースティックギター・コーラス：井出匡 ドラムス：大塚雄士、ベース：井嶋啓介、エレクトリック・ギター：芳賀義彦、キーボード：アサヒ                                                                                          |
| 4th | WHICH DOCCHI -shared songs-                     | あなたへかなたへ (dub Ver.)                     | 作詞：井出匠 作曲：井出匡 編曲：ALLaNHiLLZ                   | ボーカル：井出匠 、ボーカル・アコースティック・ギター・コーラス：井出匡 ドラムス：大塚雄士、ベース：井嶋啓介、エレクトリック・ギター：芳賀義彦、キーボード：アサヒ                                                                                        |
| 4th | WHICH DOCCHI -shared songs-                     | HaLLELUJaH (ALL STAR Ver.)                      | 作詞：井出匠 作曲：井出匡 編曲：ALLaNHiLLZ                   | ボーカル：井出匠 、ボーカル・アコースティック・ギター・コーラス：井出匡 ドラムス：林久悦、ベース：林由恭、エレクトリック・ギター：オバタコウジ・芳賀義彦、ピアノ：アサヒ ゲストボーカル：ムトウダイスケ・美馬雅世・宇治田愛・ミウラヒデアキ・小貫諒・Tama |
| 4th | 規格品番： レーベル：aflo stock Records         |                                                 |                                                              | |

LIMITED EDITION
|     | 発売日         | タイトル                      | 収録曲                     | 作詞・作曲                                                | 初販売イベント名                           |
| --- | -------------- | ----------------------------- | -------------------------- | --------------------------------------------------------- | ------------------------------------------ |
| 1st | 2006年10月20日 | LIMITED EDITION               | Happy Day                  |                                                           | SOUL→INPUT SOURCE Vol.2                    |
| 1st | 2006年10月20日 | LIMITED EDITION               | Helter Skelter             |                                                           | SOUL→INPUT SOURCE Vol.2                    |
| 1st | 2006年10月20日 | LIMITED EDITION               | プラットホーム             |                                                           | SOUL→INPUT SOURCE Vol.2                    |
| 2nd | 2007年7月21日  | LIMITED EDITION 2             | FLY-HIGH                   |                                                           | GOOD MUSIC IS GOOD!                        |
| 2nd | 2007年7月21日  | LIMITED EDITION 2             | IMPRESS                    |                                                           | GOOD MUSIC IS GOOD!                        |
| 2nd | 2007年7月21日  | LIMITED EDITION 2             | Smooth                     |                                                           | GOOD MUSIC IS GOOD!                        |
| 3rd | 2008年2月22日  | LIMITED EDITION 3             | RIGHT PLACE                |                                                           | Tahnya×ALLaNHiLLZ -luxury-                 |
| 3rd | 2008年2月22日  | LIMITED EDITION 3             | Dead or Alive              |                                                           | Tahnya×ALLaNHiLLZ -luxury-                 |
| 3rd | 2008年2月22日  | LIMITED EDITION 3             | wait wait wait!!           |                                                           | Tahnya×ALLaNHiLLZ -luxury-                 |
| 3rd | 2008年2月22日  | LIMITED EDITION 3             | Lodestar                   |                                                           | Tahnya×ALLaNHiLLZ -luxury-                 |
| 3rd | 2008年2月22日  | LIMITED EDITION 3             | トワイライト               |                                                           | Tahnya×ALLaNHiLLZ -luxury-                 |
| 3rd | 2008年2月22日  | LIMITED EDITION 3             | RELOAD                     |                                                           | Tahnya×ALLaNHiLLZ -luxury-                 |
| 3rd | 2008年2月22日  | LIMITED EDITION 3             | IMPRESS-Re:mix-            |                                                           | Tahnya×ALLaNHiLLZ -luxury-                 |
| 3rd | 2008年2月22日  | LIMITED EDITION 3             | FLOW DRIVE                 |                                                           | Tahnya×ALLaNHiLLZ -luxury-                 |
| 3rd | 2008年2月22日  | LIMITED EDITION 3             | Helter Skelter             |                                                           | Tahnya×ALLaNHiLLZ -luxury-                 |
| 3rd | 2008年2月22日  | LIMITED EDITION 3             | Answer                     |                                                           | Tahnya×ALLaNHiLLZ -luxury-                 |
| 3rd | 2008年2月22日  | LIMITED EDITION 3             | いつもの夜                 |                                                           | Tahnya×ALLaNHiLLZ -luxury-                 |
| 3rd | 2008年2月22日  | LIMITED EDITION 3             | 奇跡の軌跡                 |                                                           | Tahnya×ALLaNHiLLZ -luxury-                 |
| 4th | 2011年12月22日 | LIMITED EDITION 4 -HaLLELJaH- | HaLLELUJaH                 |                                                           | HaLLELUJaH-ハレルヤ-vol.16                 |
| 4th | 2011年12月22日 | LIMITED EDITION 4 -HaLLELJaH- | MUSIC CIRCLE               |                                                           | HaLLELUJaH-ハレルヤ-vol.16                 |
| 5th | 2017年3月24日  | PLAIN PLANET vol.1            | FLOW DRIVE                 | 作詞：井出匠 作曲：井出匡 編曲：ALLaNHiLLZ                | HaLLELUJaH-ハレルヤ-vol.41-Spring Special- |
| 5th | 2017年3月24日  | PLAIN PLANET vol.1            | 声                         | 作詞：井出匠・Passer Massun 作曲：井出匡 編曲：ALLaNHiLLZ | HaLLELUJaH-ハレルヤ-vol.41-Spring Special- |
| 5th | 2017年3月24日  | PLAIN PLANET vol.1            | はじまりの街               | 作詞・作曲：井出匡 編曲：ALLaNHiLLZ                       | HaLLELUJaH-ハレルヤ-vol.41-Spring Special- |
| 5th | 2017年3月24日  | PLAIN PLANET vol.1            | 泣いてなんかいないだなんて | 作詞：井出匠 作曲：井出匡 編曲：ALLaNHiLLZ                | HaLLELUJaH-ハレルヤ-vol.41-Spring Special- |
| 6th | 2017年6月23日  | PLAIN PLANET vol.2            | 奇跡の軌跡                 | 作詞：井出匠 作曲：井出匡 編曲：ALLaNHiLLZ                | HaLLELUJaH-ハレルヤ-vol.42                 |
| 6th | 2017年6月23日  | PLAIN PLANET vol.2            | 笑顔の花                   | 作詞：井出匠 作曲：井出匡 編曲：ALLaNHiLLZ                | HaLLELUJaH-ハレルヤ-vol.42                 |
| 6th | 2017年6月23日  | PLAIN PLANET vol.2            | 流星群                     | 作詞：井出匠 作曲：井出匡 編曲：ALLaNHiLLZ                | HaLLELUJaH-ハレルヤ-vol.42                 |
| 6th | 2017年6月23日  | PLAIN PLANET vol.2            | 一体全体ドウシタ脳内       | 作詞：井出匠 作曲：井出匡 編曲：ALLaNHiLLZ                | HaLLELUJaH-ハレルヤ-vol.42                 |

### その他CD
| 発売日          | タイトル                     | 収録曲                   | 作詞作曲                                      | 備考                                                     |
| --------------- | ---------------------------- | ------------------------ | --------------------------------------------- | -------------------------------------------------------- |
| 2008年 11月22日 | Rolling Party                | Rolling Party            | 作詞・作曲：ALLaNHiLLZ                        | ワンマンライブ「Rolling Party 」 ※非売品：入場プレゼント |
| 2008年 11月22日 | Rolling Party                | Bedtime JAM              | 作詞・作曲：ALLaNHiLLZ                        | ワンマンライブ「Rolling Party 」 ※非売品：入場プレゼント |
| 2017年 3月18日  | そろそろのソロ-2017 edition  | 宵月 ※井出匠ソロ作品     | 作詞・作曲：井出匠                            | 匠VS匡スペシャル2マン                                    |
| 2017年 3月18日  | そろそろのソロ-2017 edition  | LIFE ※井出匡ソロ作品     | 作詞・作曲：井出匡                            | 匠VS匡スペシャル2マン                                    |
| 2017年 9月18日  | Third Time's Charm           | もっと ずっと きっと     |                                               | 唄のハレルヤ※井出匠ソロ作品                              |
| 2017年 9月18日  | Third Time's Charm           | Under Sky                |                                               | 唄のハレルヤ※井出匠ソロ作品                              |
| 2017年 9月18日  | Third Time's Charm           | Die Dice                 |                                               | 唄のハレルヤ※井出匠ソロ作品                              |
| 2017年 11月19日 | PLAIN PLANET-LIMITED EDITION | 曖昧毎回相対する会いたい | 作詞：井出匠 作曲：井出匡 編曲：ALLaNHiLLZ    | ワンマンライブ「PLAIN PLANET」※非売品：入場プレゼント    |
| 2017年 11月19日 | PLAIN PLANET-LIMITED EDITION | 心の根っことにらめっこ   | 作詞：井出匠 作曲：井出匡 編曲：ALLaNHiLLZ    | ワンマンライブ「PLAIN PLANET」※非売品：入場プレゼント    |
| 2025年 7月19日  | ゆめごごち                   | ゆめごごち               | 作詞：湯野川広美＆ALLaNHiLLZ 作曲：ALLaNHiLLZ | 「YunoKawaHiLLZ」名義、縁満LIVE                          |

### コラボレーション作品
| 発売日        | タイトル          | 収録曲               | 作詞作曲他                                       | 備考                                     |
| ------------- | ----------------- | -------------------- | ------------------------------------------------ | ---------------------------------------- |
| 2015年7月19日 | SUPER NOVA/葡萄坂 | supernova            | 作詞：井出匠 作曲：井出匡                        | 族音二重奏×ALLaNHiLLZ 音鳴同志ツアー2015 |
| 2015年7月19日 | SUPER NOVA/葡萄坂 | 葡萄坂               | 作詞：ALLaNHiLLZ 作曲：林由恭                    | 族音二重奏×ALLaNHiLLZ 音鳴同志ツアー2015 |
| 2016年7月9日  | OTONARI           | 音鳴同志             | 作詞・作曲：ALLaNHiLLZ&族音二重奏                | 族音二重奏×ALLaNHiLLZ 音鳴同志ツアー2016 |
| 2016年7月9日  | OTONARI           | 国道20号             | 作詞：井出匠 作曲：林由恭                        | 族音二重奏×ALLaNHiLLZ 音鳴同志ツアー2016 |
| 2016年7月9日  | OTONARI           | パーソン2016         | 作詞：井出匠 作曲：井出匡                        | 族音二重奏×ALLaNHiLLZ 音鳴同志ツアー2016 |
| 2017年7月9日  | オオカミオトコ    | オオカミオトコ       | 作詞：林由恭・井出匠 作曲：林由恭 編曲：音鳴同志 | 族音二重奏×ALLaNHiLLZ 音鳴同志ツアー2017 |
| 2017年7月9日  | オオカミオトコ    | 実れば垂れる稲穂かな | 作詞・作曲・編曲：音鳴同志                       | 族音二重奏×ALLaNHiLLZ 音鳴同志ツアー2017 |
| 2017年7月9日  | オオカミオトコ    | sculpture Future     | 作曲：井出匡 編曲：音鳴同志                      | 族音二重奏×ALLaNHiLLZ 音鳴同志ツアー2017 |

### コンピレーション、オムニバスアルバム
- Compilation『Air Tribe vol.1 』DESERT AIR RECORDS (2004年7月22日)[88][89]
  - 3. ONE’S OWN (作詞：井出匠 作曲：井出匡 編曲：ALLaNHiLLZ 参加アーティスト：Dr.林久悦 Ba.林由恭)
- Qoo Sue Presents『HANNOU Art Fes. 2017』 (2017年4月23日)
  - 4. MyWay/MyAnswer
  - 5. WHICH DOCCHI
- オムニバスCD『Sunny Side Music R467』 (2020年5月15日) 
  - 1. WHICH DOCCHI (Answer Ver.)

### 参加楽曲・作品

#### フィーチャリング・ゲスト等
- Mizca『♡UFUFU♡』日本クラウン (2010年7月21日) 
  - 12. 「たっくんが好きなの・・・ feat. ALLaNHiLLZ」[90][91][92]
    - ミュージック・ビデオは、デコメキャラクター「フリフリくん」とコラボレートをしている[93]。

- Marine Bottle『wasshoi japan!!』(2011年7月17日)[94]
  - 「Revolution」 feat. ALLaNHiLLZ
- 株式会社エフエムさがみ開局20周年記念ソング (2023年9月22日）[95][96]
  - 「あなたとほっと839」作詞：古屋かおり・井出匠・西健志、作曲・編曲：西健志、歌唱：古屋かおり・ALLaNHiLLZ・musico・田宮俊彦・*mika*・田宮俊彦・鈴木ケーイチ

- SOONERS『F=』 (2016年9月23日) 
  - 2.「ROCKET ROAD」 Featuring Vocal：井出匠 (ALLaNHiLLZ)、井出匡 (ALLaNHiLLZ)、ムトウダイスケ (SMELLMAN)
  - 16.「BAND ON THE ROAD」 Featuring Vocal ：井出匠 (ALLaNHiLLZ)、井出匡 (ALLaNHiLLZ)、ムトウダイスケ (SMELLMAN)
- 吉村かおり『新世界』 (2017年1月12日）[97]
  - 2.「熱帯夜」 Guest Musicians：ギター・井出匡 (ALLaNHiLLZ)
  - 7.「暮らし」 Guest Musicians：ギター・井出匡 (ALLaNHiLLZ)
- 井出司『まわりあわせ』 (2018年8月29日[98])
  - 2.「哀愛」 Additional Musician - ピアノ：中村文香、アコースティック・ギター：井出匡
  - 3.「はじまりの街」 Additional Musician - アコースティック・ギター：井出匡
- 歩里『はじまり-breath-』 (2018年11月22日[99])
  - 作詞作曲: 歩里、編曲 : ALLaNHiLLZ、アコースティック・ギター・クラシック・ギター：井出匡、鍵盤ハーモニカ：井出匠・井出匡
- 湯野川広美『羽の道しるべ』 (2020年6月18日配信開始[100]）
  - アコースティック・ギター・コーラス：井出匡、コーラス：井出匠、サウンドディレクション：井出匠

### 楽曲提供
- masao『エビ盤』(2011年1月28日[101])
  - 1.「サブリミナル ミー」  作詞：masao 作曲：ALLaNHiLLZ[102]

- SMELLMAN『D.D.T』BIG PINK RECORDS (2011年5月29日 [103])
  - 2.「SHINE」  作詞：ALLaNHiLLZ/SMELLMAN 作曲：ALLaNHiLLZ[104]

- 雪乃『You make me blue』日本コロムビア (2012年2月22日 [105])
  - 2.「BaDream"悪い夢"」  作詞：井出匠 作曲：井出匡[106]
- 美馬雅世『BREATH』(2013年5月25日[107]) 
  - 3.「あなたへかなたへ」  作詞作曲：ALLaNHiLLZ
  - 5.「Making the Road」  作詞：ALLaNHiLLZ/美馬雅世 作曲：ALLaNHiLLZ[108]
- あっぷる学園応援部『あっぷるMIRACLE』 (2016年7月24日[109])
  - 1.「あっぷるMIRACLE☆」  作詞：井出匠 作曲：井出匡 編曲：高木智哉[110]
  - 2.「イブニングロウ-Evening Glow-」  作詞：井出匠 作曲：井出匡 編曲：高木智哉
- 湯野川広美『裸足のうた』LOUISE RECORDS (2016年10月16日 配信2016年10月28日 [111])
  - 5.「月と君と月夜の砂漠」  作詞：湯野川広美/ALLaNHiLLZ 作曲：ALLaNHiLLZ
- 小玉ゆうい『帰りたいまち』masterstroke pink label (2016年12月18日）
  - 3.「トワイライト」　作詞：井出匠 作曲：井出匡 [112]
- 小玉ゆうい『バーガンディ』masterstroke pink label (2017年7月15日 配信2018年5月16日)[113]
  - 3.「カンパイ-クラシックver.-」  作詞：小玉ゆうい 作曲：ALLaNHiLLZ/小玉ゆうい[114]
- 湯野川広美『心音の樹』LOUISE RECORDS (2017年8月4日）
  - 6.「3冠王」  作詞：湯野川広美 作曲：湯野川広美/井出匡 編曲：湯野川広美BAND
- 小玉ゆうい『 I need』masterstroke pink label (2017年12月13日 配信2018年5月16日 [113])
  - 2.「ONE Darling」  作詞：小玉ゆうい 作曲：ALLaNHiLLZ/小玉ゆうい[115]
- 井出司『まわりあわせ』aflo stock Records (2018年8月29日[98])
  - 1.「まわりあわせ」 作詞：井出匠 作曲：井出匡 編曲：ALLaNHiLLZ
  - 2.「哀愛」 作詞：井出匠 作曲：井出匡 編曲：ALLaNHiLLZ
  - 3.「はじまりの街」 作詞：井出匠 作曲：井出匡 編曲：ALLaNHiLLZ
- WAVE『W』IVY Records (2018年12月25日[116][117])
  - 2.「きみの影」作詞：masterstroke/井出匠 作曲：masterstroke/井出匡
  - 5.「CRAZY LAZY」作詞：masterstroke/井出匠 作曲：masterstroke/井出匡
- SGコスモス『安全マスター』GOP RECORD (2024年6月24日[118])
  - 1.「安全マスター」作詞：一陽/ALLaNHiLLZ 作曲：ALLaNHiLLZ
- SGコスモス『KIZUKI LOOP』GOP RECORD (2024年6月24日[119])
  - 1.「KIZUKI LOOP」作詞：YOKOYOKO/ALLaNHiLLZ/一陽 作曲：ALLaNHiLLZ
- SGコスモス『キセキマイニチ』GOP RECORD (2024年6月24日[120])
  - 1.「キセキマイニチ」作詞：一陽/ALLaNHiLLZ 作曲：ALLaNHiLLZ
- 笠原弘子『NEW-ERA』POST POP RECORDS (2025年4月２日[121][122])
  - 1.「NEW-ERA」作詞：井出匠 作曲：井出匡
  - 2.「NEW-ERA (Instrumental)」　作曲：井出匡

### プロデュース
- Shingo.K 『雨音雲音-anemone-』 (2022年4月30日[123])
  - プロデュース：Shingo.K・ALLaNHiLLZ

- 歩里 『手と足』歩里 (2022年5月8日[124])
  - プロデュース：歩里・ALLaNHiLLZ
- Flower Village Lab. 『Over the Moon』 (2022年12月29日[125]
  - プロデュース：Flower Village Lab.・ALLaNHiLLZ

### DVD
- 『11600×2=ALH84001』
  - 副題：ALLaNHiLLZ ONEMAN SHOW[Rolling Party 4] 2013.12.13 LIVE AT Shibuya eggman
  - 発売日：2014年4月25日
  - 会場限定発売
- 『LIVE FILM GLIESE ALLaNHiLLZ ONEMAN SHOW』
  - 副題：「Rolling Party shared world (GLIESE)」2015.1.23 AT Shibuya O-WEST
  - 発売日：2015年11月3日
  - 規格品番：ALHZ0001
  - レーベル：aflo stock Records 2015
- 『ALLaNHiLLZ LIVE AT AKASAKA BLITZ』
  - 配布日：2018年10月6日
  - ALLaNHiLLZ ONEMAN SHOW「NEXT EXIT」の前売り券またはプレイガイドチケット購入特典 (非売品）[126]

## ディスコグラフィ：あ☆ぅん
あ☆ぅん（あうん）では、井出匠は「匠」、井出匡は「匡」という名義で活動している。また野口五郎が「Mr.G」という名義で作品に参加している。

### シングル

#### CDマキシシングル
|      | タイトル                                                      | 収録曲                                                        | 作詞作曲                                           |
| ---- | ------------------------------------------------------------- | ------------------------------------------------------------- | -------------------------------------------------- |
| 1st. | 発売日：2009年2月4日                                          | 発売日：2009年2月4日                                          | 発売日：2009年2月4日                               |
| 1st. | 神頼み                                                        | 神頼み (oh!jyuken Ver.)                                       | 作詞：匠/匡/pal@pop/Mr.G 作曲：匠/匡 編曲：Mr.G    |
| 1st. | 神頼み                                                        | 神頼み (kokuhaku Ver.)                                        | 作詞：匠/匡/pal@pop/Mr.G 作曲：匠/匡 編曲：pal@pop |
| 1st. | 神頼み                                                        | Right Place                                                   | 作詞：匠/匡 作曲：匠/匡 編曲：オフィスG            |
| 1st. | 神頼み                                                        | 神頼み (oh!jyuken Ver.) カラオケ                              | 作詞：匠/匡/pal@pop/Mr.G 作曲：匠/匡 編曲：Mr.G    |
| 1st. | 神頼み                                                        | 神頼み (kokuhaku Ver.) カラオケ                               | 作詞：匠/匡/pal@pop/Mr.G 作曲：匠/匡 編曲：pal@pop |
| 1st. | 規格品番：CRCP-10214 レーベル：NIPPON CROWN CO,.LTD. (CR) (M) | 規格品番：CRCP-10214 レーベル：NIPPON CROWN CO,.LTD. (CR) (M) | 備考：着うた(R)配信あり。                          |

## ディスクゴラフィ：Cobalt Garden
Cobalt Garden (コバルト・ガーデン) は、井出匡と倉田俊太郎のインストゥルメンタルユニット。倉田俊太郎は映画「グーグーだって猫である」「NaNa」の楽器指導、「スウィングガールズ」のバンドディレクターである。

### ミニアルバム
|     | タイトル             | 収録曲               | 作詞・作曲           |
| --- | -------------------- | -------------------- | -------------------- |
| 1st | 発売日：2013年1月9日 | 発売日：2013年1月9日 | 発売日：2013年1月9日 |
| 1st | FILTRATE             |                      |                      |

## ディスクゴラフィ：MaRRiNEHiLLZ
MaRRiNEHiLLZ (マリンヒルズ) は、インストゥルメンタルバンドMarine Bottle × ALLaNHiLLZ のコラボレーション。発起人はMarine Bottleの麻生学である。麻生はALLaNHiLLZを居酒屋へ呼び出してコラボレーションを持ちかけ、即答でOKの返事を得ている。

### アルバム
|     | 発売日                       | タイトル   | 収録曲                | 作詞作曲                                                                  |
| --- | ---------------------------- | ---------- | --------------------- | ------------------------------------------------------------------------- |
| 1st | 2013年7月26日                | Deniz Tepe | Deniz Tepe            | 作曲：高木智哉・MaRRiNEHiLLZ 編曲：高木智哉                               |
| 1st | 2013年7月26日                | Deniz Tepe | BLACK CIRCUIT         | 作詞：ALLaNHiLLZ 作曲：Marine Bottle 編曲：MaRRiNEHiLLZ                   |
| 1st | 2013年7月26日                | Deniz Tepe | かくれんぼ            | 作曲作詞：ALLaNHiLLZ 編曲：MaRRiNEHiLLZ                                   |
| 1st | 2013年7月26日                | Deniz Tepe | Philadelphia          | 作曲：オバタコウジ 編曲：MaRRiNEHiLLZ                                     |
| 1st | 2013年7月26日                | Deniz Tepe | Light in Darkness     | 作詞：井出匠・アサヒ (translation) 作曲：麻生学 編曲：MaRRiNEHiLLZ        |
| 1st | 2013年7月26日                | Deniz Tepe | アルミプラネタリウム  | 作曲作詞：ALLaNHiLLZ 編曲：MaRRiNEHiLLZ                                   |
| 1st | 2013年7月26日                | Deniz Tepe | Re:Revolution         | 作詞：ALLaNHiLLZ 作曲：麻生学・宮澤夏起 編曲：MaRRiNEHiLLZ                |
| 1st | 2013年7月26日                | Deniz Tepe | BLACK CIRCUIT-Re:mix- | 作詞：ALLaNHiLLZ 作曲：Marine Bottle 編曲・ミュージックシーケンス：田中類 |
| 1st | レーベル：aflo stock Records |            |                       |                                                                           |

## ディスコグラフィ：ソーセージBOYS
ソーセージBOYS (ソーセージボーイズ) は、ALLaNHiLLZと族音二重奏とMASTER tomoyaのコラボレーションユニット。ALLaNHiLLZが双子、族音二重奏も双子ということから双生児にかけて、双子+双子+1DJ=ソーセージBOYSと命名された。音鳴同士（ALLaNHiLLZと族音二重奏のコラボレーション）から派生。
活動名義は、井出匠がTKMまたは匠、井出匡がTDSまたは匡、林久悦がANIまたはANY、林由恭がYOSSY、高木智哉がMASTER tomoyaである。

### シングル
| 発売日                   | タイトル | 収録曲   | 備考                                                               |
| ------------------------ | -------- | -------- | ------------------------------------------------------------------ |
| 2020年5月4日 ※配信開始日 | STAYHOME | STAYHOME | レーベル: Otonaridoushi Records、収録時間： 1:13、ASIN: B087ZPVKVH |

### アルバム
| 発売日                              | タイトル | 収録曲                                                               | 備考                                                                          |
| ----------------------------------- | --- | -------------------------------------------------------------------- | ----------------------------------------------------------------------------- |
| 2018年7月21日                       | ソーセージBOYS                                                                                                | ソーセージBOYSのテーマ                                               | 作詞：ソーセージBOYS・ANY 作曲：ANY 編曲：ソーセージBOYS                      |
| 2018年7月21日                       | ソーセージBOYS                                                                                                | KODAWARI JAPAN                                                       | 作詞：ソーセージBOYS 作曲：MASTER tomoya・ソーセージBOYS 編曲：MASTER tomoya  |
| 2018年7月21日                       | ソーセージBOYS                                                                                                | 音鳴同志-FREAKY jazz MIX-                                            | 作詞：音鳴同志 作曲：音鳴同志・MASTER tomoya 編曲：MASTER tomoya              |
| 2018年7月21日                       | ソーセージBOYS                                                                                                | NO!民                                                                | 作詞：YOSSY・TKM 作曲：YOSSY 編曲：ソーセージBOYS                             |
| 2018年7月21日                       | 族音二重奏×ALLaNHiLLZ 音鳴同志ツアー2018(オッツUP☆ソーセージBOYSがやってくる! マイメン!!)※feat. MASTER tomoya |                                                                      |                                                                               |
| 2019年7月5日 ※2019年9月18日配信開始 | tenkabutsu& hozonryo nothing                                                                                  | OPENING-アナウンス-                                                  | 作曲・作詞・編曲：MASTER tomoya （ナレーション：仁泉鋭美）                    |
| 2019年7月5日 ※2019年9月18日配信開始 | tenkabutsu& hozonryo nothing                                                                                  | ソーセージBOYSのテーマ                                               | 作詞：ソーセージBOYS 作曲：ANI 編曲：ANI・MASTER tomoya                       |
| 2019年7月5日 ※2019年9月18日配信開始 | tenkabutsu& hozonryo nothing                                                                                  | オッツUP☆                                                            | 作詞：YOSSY・ソーセージBOYS 作曲・編曲：YOSSY・MASTER tomoya ベース：YOSSY    |
| 2019年7月5日 ※2019年9月18日配信開始 | tenkabutsu& hozonryo nothing                                                                                  | ケータイZOMBIE                                                       | 作詞：ソーセージBOYS 作曲：MASTER tomoya・TKM 編曲：MASTER tomoya             |
| 2019年7月5日 ※2019年9月18日配信開始 | tenkabutsu& hozonryo nothing                                                                                  | MATSURI TATEMATSURI                                                  | 作詞：ソーセージBOYS 作曲・編曲：MASTER tomoya                                |
| 2019年7月5日 ※2019年9月18日配信開始 | tenkabutsu& hozonryo nothing                                                                                  | パネマジ                                                             | 作詞・作曲：ANI・TDS 編曲：ソーセージBOYS                                     |
| 2019年7月5日 ※2019年9月18日配信開始 | tenkabutsu& hozonryo nothing                                                                                  | エセダンディズム                                                     | 作詞：TKM・YOSSY 作曲・編曲：MASTER tomoya                                    |
| 2019年7月5日 ※2019年9月18日配信開始 | tenkabutsu& hozonryo nothing                                                                                  | キミとYEAH!!                                                         | 作詞・作曲・編曲：TKM ※ギター：ギター勇者義彦 (芳賀義彦)・ベースギター：YOSSY |
| 2019年7月5日 ※2019年9月18日配信開始 | tenkabutsu& hozonryo nothing                                                                                  | T-Cupタダ                                                            | 作詞・作曲・編曲：YOSSY                                                       |
| 2019年7月5日 ※2019年9月18日配信開始 | tenkabutsu& hozonryo nothing                                                                                  | NO!民                                                                | 作詞：YOSSY・TKM 作曲：YOSSY・ソーセージBOYS 編曲：ソーセージBOYS             |
| 2019年7月5日 ※2019年9月18日配信開始 | tenkabutsu& hozonryo nothing                                                                                  | 神頼み 2019                                                          | 作詞・作曲：TKM・TDS (共にALLaNHiLLZ) 編曲：MASTER tomoya                     |
| 2019年7月5日 ※2019年9月18日配信開始 | tenkabutsu& hozonryo nothing                                                                                  | ドンドンドンキ                                                       | 作詞：TDS・TKM 作曲：TDS・ソーセージBOYS 編曲：ソーセージBOYS                 |
| 2019年7月5日 ※2019年9月18日配信開始 | tenkabutsu& hozonryo nothing                                                                                  | KODAWARI JAPAN                                                       | 作詞：ソーセージBOYS 作曲：MASTER tomoya・ソーセージBOYS 編曲：MASTER tomoya  |
| 2019年7月5日 ※2019年9月18日配信開始 | tenkabutsu& hozonryo nothing                                                                                  | 音鳴同志-freaky jazz mix-                                            | 作詞・作曲：ソーセージBOYS 編曲：MASTER tomoya                                |
| 2019年7月5日 ※2019年9月18日配信開始 | tenkabutsu& hozonryo nothing                                                                                  | OUTRO-アナウンス-                                                    | 作詞・作曲・編曲：MASTER tomoya・ソーセージBOYS ナレーション：仁泉鋭美        |
| 2019年7月5日 ※2019年9月18日配信開始 | 音鳴同志TOUR2019 -オッツUP☆ソーセージBOYSが帰ってくる!マイメン!!-                                             |                                                                      |                                                                               |
| 2020年11月14日                      | win-win | キミもソーセージレンジャーにならないか!? -センタイショウはじまるよ!- | 作詞メロディ作曲：ソーセージBOYS 作曲・編曲：MASTER tomoya                    |
| 2020年11月14日                      | win-win | ひとりぼっちのパーリーナイト                                         | 作詞メロディ作曲：ソーセージBOYS 作曲・編曲：MASTER tomoya※コーラス：MOEKA    |
| 2020年11月14日                      | win-win | STAY HOME                                                            | 作詞：YOSSY・ANI 作曲・編曲：YOSSY                                            |
| 2020年11月14日                      | win-win | コンプラZOMBIE                                                       | 作詞メロディ作曲：匠・匡 作曲・編曲：MASTER tomoya                            |
| 2020年11月14日                      | win-win | 負の連鎖                                                             | 作詞：ソーセージBOYS 作曲・編曲：YOSSY                                        |
| 2020年11月14日                      | win-win | 誰かのメタルゾーン                                                   | 作詞メロディ作曲：ソーセージBOYS 作曲・編曲：MASTER tomoya※ギター：大渡亮     |
| 2020年11月14日                      | win-win | share                                                                | 作詞メロディ作曲：ソーセージBOYS 作曲・編曲：YOSSY※コーラス：MOEKA            |
| 2020年11月14日                      | win-win | FUTAGO ALU-ALU                                                       | 作詞メロディ作曲：YOSSY・匠 作曲：YOSSY 編曲：ソーセージBOYS                  |
| 2020年11月14日                      | win-win | 中学33年生                                                           | 作詞メロディ作曲：ソーセージBOYS 作曲・編曲：MASTER tomoya                    |
| 2020年11月14日                      | カセットテープ (A面：1～5、B面：6～9) で発売 ※ダウンロードカード付                                            |                                                                      |                                                                               |

## ディスコグラフィ：1chibanboshi
1chibanboshi (イチバンボシ) は、ALLaNHiLLZの学生時代の後輩にあたる竹内浩太 (竹内家) とのコラボレーションユニット。
| 配信・発売日  | タイトル     | 収録曲       | 備考                                                     |
| ------------- | ------------ | ------------ | -------------------------------------------------------- |
| 2024年1月27日 | 翼をひろげて | 翼をひろげて | 作詞：竹内浩太・竹内優子 作曲：竹内浩太 編曲：ALLaNHiLLZ |

## サポート活動

### ライブサポート　ALLaNHiLLZ
・SOONERS (2006年8月6日 - )
・湯野川広美 (2023年7月29日 - )
・吉岡ひろゆき (2023年8月2日 - )
・歩里 (2023年9月17日 - )
・森泉洋一 (2023年10月28日 - )

### ライブサポート　匡 ギター演奏
- world's end girlfriend & poltergeist ensemble (2005年5月29日、2008年6月9日[135]、9月13日[136]、2009年1月24日[137])
- マリンボトル (2010年１月16日 - )
- masao (2011年1月7日)
- 斉藤麻里 (2011年4月20日[138]、6月18日[139]、12月22日[140]、2012年1月26日[141]、2013年1月26日[142]、2014年11月4日[143])
- miumiu (2011年6月8日[144]、8月11日[145])
- 族音二重奏 (2011年12月4日、2013年7月13日) [146]
- 美馬雅世 (2012年7月3日[147]、9月18日[148] - )
- ヒグチミツヒロ (2012年9月[149])
- 石原有輝香 (2012年10月16日[150]、2022年12月24日)

- 武藤大輔 (2014年11月4日[143]、11月24日[151]、2015年10月16日[152])
- 美馬雅世BAND (2014年11月[153] - )
- 湯野川広美BAND (2015年6月2日[154] - )
- 浜田早紀 (2015年8月27日[155])
- 吉村かおり、テトラ法則 (2016年2月18日[156])
- 千葉拓海 (2016年6月23日[157])
- ツチのコ (2018年5月25日[158]）
- 掛札拓郎 (2019年5月28日[159])
- 松木里功 (2021年8月19日 - )
- 三浦タカ (2021年9月25日[160])
- ヒデミックス ※JARNZΩのヒデΩ (2021年12月4日[161]、2022年1月8日[162]）
- 慈光 (2022年5月５日)
- 歩里 (2022年5月20日 - )
- I's CUBE (2022年9月9日 - )
- 百山月花 (2022年12月24日)
- スナックちゃんみつ (2023年6月10日 - )
- ZaKi (2023年11月21日)

### 匡 ギター演奏作品
- 石原有輝香
  - 『鼓動の先』神南丘レコード・eggman (2011年9月7日[163][164])
  - 「月奏」(映画『六月燈の三姉妹』主題歌) Ommusic (2013年10月30日[165])
  - 『ハイドレンジア』sakura records (2022年12月19日[166])

- 斉藤麻里
  - 『君がいなきゃ世界はまるで意味を成さないんだ』 (2012年12月6日[167]）
- 美馬雅世
  - 『この街を嫌いになりたくない』Blue Moon Records (2014年9月3日[168])
  - 『Cry』 (2024年3月11日[169])
- 湯野川広美
  - 『世界観散歩』ROCK AREA RECORDS (2015年6月2日[170][171])
  - 『裸足のうた』LOUISE RECORDS (2016年10月16日[172])
  - 「タイムライン」 (2016年11月23日[173])
  - 『心音の樹』LOUISE RECORDS (2017年8月4日[174]）
  - 『旅』LOUISE RECORDS (2018年3月3日[175]）
  - 『羽の道しるべ』LOUISE RECORDS (2020年6月16日[176])
  - 「イカロス」Adjust To You Project オムニバスアルバム『ADJUST TO YOU#1』より (2022年9月28日)
- 吉村かおり
  - 『新未来』KAMEMUSHI record (2017年1月12日[177])
- 中村ピアノ
  - 『銃声と花びら』ユニバーサルミュージック (2018年6月6日[178])
- I'sCUBE
  - 「ヒトリナイト」 - ミニアルバム『imagination』より - (2019年2月8日[179])
- ZaKi
  - 「大丈夫」ZaKi (2022年3月23日[180])

- Shingo.K
  - 『雨音雲音-anemone-』 (2022年4月30日)

- 歩里
  - 『手と足』 (2022年5月8日)
- Flower Village Lab. 
  - 『Over the Moon』 (2022年12月29日)
- 鳥羽 彩花
  - 『Cafe』 (2023年12月23日)
- 湯野川広美・粋坊主
  - 「イノチノオト〜Sound of Life〜」（音源発表2024年5月31日)

### 匠 参加作品
- 湯野川広美
  - Sound Direction　『羽の道しるべ』LOUISE RECORDS (2020年6月16日)
  - Sound Direction　「イカロス」Adjust To You Project オムニバスアルバム『ADJUST TO YOU#1』より (2022年9月28日)
- ZaKi
  - Sound Direction　「大丈夫」ZaKi (2022年3月23日）

- 歩里
  - Mix　『手と足』 (2022年5月8日)
- Flower Village Lab. 
  - Mix　『Over the Moon』 (2022年12月29日)
- 鳥羽彩花
  - 編曲・トータルディレクション　『Cafe』 (2023年12月23日)

- りつフラワー
  - Vocal edit　『over and over』 (2024年5月4日)
- 神樂ありあ
  - トータルディレクション、ミックス、マスタリング　『トートロジー』 (2024年9月28日[181])

## 出演等

### CM
- 花王「リセッシュ携帯用」携帯用でニオイを脱ごう篇 TVCM用オリジナル書き下ろし作品を歌唱 。(2009年7月 - 12月)[182][183]
- ナカバヤシ「スイングロジカルノート」ミュージカル篇 TV用CMソング[184][185] (2013年12月 - 2014年初夏頃)
- 株式会社竹幸商店「株式会社竹幸商店火付盗賊グループ」ラジオCMに出演[186] (2017年2月 - )
- 田村左官店「田村左官店」ラジオCMに出演 (2017年7月 - 2022年1月)
- ソフトバンク「学割」× 集英社「週刊少年ジャンプ50周年」WEB用CM挿入曲[187] (2018年早春)
- 講談社「テレビマガジン」TVCM用オリジナル書き下ろし作品[188] (2019年1月6日 - )
- ライオン「ストッパ下痢止めEX」TVCM用オリジナル書き下ろし作品[189] (2020年8月 - 10月頃 )

### レギュラーラジオパーソナリティ
- 楽門-The Music Gateway- (FM長野 金曜レギュラー 2007年4月6日 - 不明[190])

- masao・ALLaNHiLLZのミュミュミュミュージック (すまいるエフエム[191] 2010年4月1日 - 2011年3月31日 [192])

- Kakiiin (TBSラジオ 2010年10月28日 - 2011年3月24日 [193])
- カフェインボンバー (川崎FM 月1回レギュラー 2016年6月 - 2016年11月 [194])

| 出演期間                                   | 担当週          | 放送形態 | 放送時間           | 放送局     |
| ------------------------------------------ | --------------- | -------- | ------------------ | ---------- |
| 2015年10月23日 (643回) - 2017年5月 (726回) | 第4週レギュラー | 公開収録 | 金曜 22:00 - 23:00 | FM HOT 839 |
| 2017年9月 (740回) - 2018年12月 (805回）    | 第1週レギュラー | 生放送   | 金曜 22:00 - 23:00 | FM HOT 839 |
| 2019年1月 (811回) - 2022年3月              | 第3週レギュラー | 生放送   | 金曜 22:00 - 23:00 | FM HOT 839 |
| 2022年4月 - 2023年3月17日 (1025回)         | 第3週レギュラー | 録音音声 | 金曜 22:00 - 23:00 | FM HOT 839 |

| 放送期間              | 放送時間         | 放送局       |
| --------------------- | ---------------- | ------------ |
| 2016年4月 - 2019年3月 | 月曜 19:00-19:30 | FMびゅー     |
| 2017年4月 - 2017年6月 | 月曜 22:00-22:30 | むさしのFM   |
| 2017年7月 - 2018年3月 | 土曜 21:30-22:00 | FMさくだいら |
| 2018年4月 - 2019年3月 | 木曜 19:30-22:59 | FMさくだいら |

| 放送期間                 | 放送時間         | 放送局                                |
| ------------------------ | ---------------- | ------------------------------------- |
| 2017年1月7日 - 2018年3月 | 土曜 21:00-21:30 | FMさくだいら                          |
| 2018年4月 - 2019年３月   | 木曜 19:00-19:29 | FMさくだいら                          |
| 2019年4月 -              | 木曜 19:00-20:00 | FMさくだいら                          |
| 2025年4月 -              | 木曜 20:00-21:00 | FM軽井沢                              |
| 2025年4月 -              | 金曜 20:00-21:00 | FMとうみ「はれラジ」                  |
| 2025年7月 -              | 木曜 20:00-21:00 | 敦賀FM（ハーバーステーション）        |
| 2025年7月 -              | 月曜 20:00-21:00 | 敦賀FM（ハーバーステーション）※再放送 |

### レギュラーWEB番組
- ALLaNHiLLZ Ch. (USTREAM 2013年7月13日 - 不明[202])
- MUSIC VOX (USTREAM 2015年10月23日-2017年5月[203])

### ライブ動画配信サービス
- ALLaNHiLLZ (後にアランヒルズ匠に改名)  (Rakuten LIVE公式認証 2019年6月11日 - 2021年4月19日[204])
- アランヒルズ匠 (EVERY.LIVE 2021年4月20日 - )
- アランヒルズ 匠 (MuchU LIVE 2021年8月3日 - )

## タイアップ・楽曲使用
| 年     | 曲               | タイアップ先                                                                                       |
| ------ | ---------------- | -------------------------------------------------------------------------------------------------- |
| 2005年 | 声               | 信越放送情報番組『Uパレード』の2005年11月度エンディグテーマ                                        |
| 2008年 | あなたへかなたへ | 岐阜FM、FM愛知、FM富山、FM石川『野口五郎のGORO's CAFE』エンディングテーマ                          |
| 2009年 | 神頼み (あ☆ぅん) | テレビ東京系『やりすぎコージー』2009年1月-3月度エンディングテーマ                                  |
| 2017年 | あなたへかなたへ | 自主映画『11月19日』劇中挿入歌                                                                     |
| 2017年 | Trigger          | 佐久市HP-佐久市チャンネル-市の紹介・ゆかり人番組『Trigger』主題歌                                  |
| 2019年 | おぼろ月         | シアターX提携公演 演劇集団ふれる〜じゅ本公演 『心覚輪舞 -シンカクロンド-その先にあるミライ』劇中歌 |

## 所有機材

### ギター
1. YAMAHA Compass
2. Gibson Les Paul
3. Fender Stratocaster
4. Martin
5. K.Yairi (ヤイリギター)

### ベース
1. Fender Jazz Bass

### マイク
1. SHURE BETA 58A
2. SHURE BETA 87A